# كريستيان ويلكينز
كريستيان ويلكينز (بالإنجليزية: Christian Wilkins)‏ هو لاعب كرة قدم أمريكية أمريكي، ولد في 20 ديسمبر 1995 في سبرينغفيلد في الولايات المتحدة.

## وصلات خارجية
- كريستيان ويلكينز على موقع إي إس بي إن.كوم (أن.أف.أل)3
- كريستيان ويلكينز على موقع مرجع كرة القدم المحترفة.كوم (الإنجليزية)
- كريستيان ويلكينز على موقع كلية كرة القدم في سبورتس رفرنس.كوم (الإنجليزية)